# Christopher Pleister
Christopher Pleister (* 15. Mai 1948 in Hamburg) war von 2000 bis zum 15. Juli 2008 Präsident des Bundesverbandes der Deutschen Volksbanken und Raiffeisenbanken (BVR).

## Leben
Pleister erhielt 1973 das Diplom der Volkswirtschaftslehre an der Universität München, 1978 promovierte er dort. 1977 bis 1981 arbeitete er bei der Landesgenossenschaftsbank AG in Hannover, ab 1981 dann bei Hallbaum, Maier & Co und ab 1985 wurde er Generalbevollmächtigter der Norddeutschen Genossenschaftsbank AG, Hannover, in deren Vorstand er 1985 berufen wurde. 1990 wurde er Mitglied des Vorstandes der DG Bank (heute DZ Bank), Frankfurt am Main. Bis zum 15. Juli 2008 war er Aufsichtsratsvorsitzender der DZ Bank (Deutsche Zentral-Genossenschaftsbank AG) und ist in diversen Aufsichtsräten vertreten. Seit dem 3. Februar 2009 ist er Mitglied im Leitungsausschuss des Finanzmarktstabilisierungsfonds. Am 1. Juli 2011 übernahm er den Vorsitz des Leitungsausschusses von Hannes Rehm.
Pleister ist verheiratet und hat drei Kinder.